# Gettysburgi Nemzeti Temető
A Gettysburgi Nemzeti Temető  (Gettysburg National Cemetery) amerikai polgárháborús sírkert, amelybe 3500, a gettysburgi csatában elesett északi katonát temettek.

## Létrehozása
Az 1863. július 1-3. közötti ütközet után holttestek hevertek szerteszét a pennsylvaniai Gettysburg közeli földeken. A járványtól való félelem miatt hamar elföldelték a halottakat a csataterén. A sírokat fatáblák jelölték, amelyre ceruzával írták rá az elesett nevét, ha sikerült azonosítani. Az eső és a szél azonban gyorsan erodálni kezdte a sekély hantokat, és a helyi polgárok egy állandó temető kialakítását sürgették az északi katonák számára. Szószólójuk David Wills helyi ügyvéd volt.
Andrew Gregg Curtin kormányzó támogatásával megalakult a bizottság, amely kiválasztotta a megfelelő helyszínt, majd felügyelte az exhumálásokat és a temetéseket. A sírkert központi része az a domb, amelyről az északiak visszaverték a harmadik napon végrehajtott támadást, amely Pickett rohama néven lett ismert. Állami támogatásból megvették a területet, majd 1863. október 27-én megkezdődött az elesettek újratemetése.
A konföderációs sereg halottjainak nem biztosítottak helyet a gettysburgi sírkertben. Az 1870-es években a déli veteránok társasága 3200 katona földi maradványait exhumálta, és temette el Virginia, Georgia, Észak- és Dél-Karolina sírkertjeiben, mint például a richmondi Hollywood-temetőben.

## Lincoln beszéde
1863. november 19-én avatták fel a temetőt. A bizottság Edward Everett massachusetts-i politikust a fő beszéd elmondására, Abraham Lincoln elnököt pedig egy rövidebb hozzászólásra kérte fel. Everett két órán át beszélt a háború okairól, a csatát kiváltó eseményekről, utána Lincoln emelkedett szólásra, és mindössze két perc alatt elmondta híressé vált beszédét.
A temetőt William Saunders tájépítész tervezte. A sírkert félkör alakban terül el a központi emlékmű körül. A parcellákat az elesettek származási államai alapján alakították ki, a kisebb államok halottjai az ív belső részén, az emlékműhöz közelebb eső területen fekszenek. Az újratemetések 1864 márciusáig folytak.
1865-ben megkezdődött a Katonák Nemzeti Emlékművének ( Soldiers' National Monument) építése. Az emlékművet, amely közel áll ahhoz a helyhez, ahol Lincoln elmondta emlékezetes beszédét, 1869. július 1-jén adták át. A területen számos kisebb emlékművet állítottak, köztük a New York-i unionista katonákét és Lincolnét. A sírkert építése 1872-ben fejeződött be, és kezelése a szövetségi kormány hatáskörébe került. 1879-ben egy téglaemelvényt építettek a Taneytown Road-i bejáratnál, amelyet több elnök – például Theodore Roosevelt, Franklin D. Roosevelt és  Dwight D. Eisenhower – is használt a megemlékezések alatt.
1898 és 1968 között más konfliktusok – a spanyol–amerikai, az első és a második világháború, valamint a vietnámi háború – hősi halottjait is elhantolták a sírkertben, amely ma több mint hatezer veterán végső nyughelye. Az ütközet helyszíne és a sírkert ma a nemzetipark-szolgálat (National Park Servic) gondozásában van.

## Történelmi háttér
1863. július 1-3. között Gettysburg közelében 150 ezer katona csapott össze, amikor a Robert E. Lee tábornok által vezetett konföderációs sereg megtámadta az északi védvonalakat. A harmadik napon Lee utasítást adott a védelem középső szektora elleni akcióra. Több mint 12 500 déli katona sorakozott fel az északiakkal szemben a heves ágyútűzben. A déliek közül sokan elestek ebben a hadmozdulatban, ami visszavonulásra kényszerítette Lee-t. A háromnapos ütközetben elesettek száma mindkét oldalon meghaladta a több ezret.